# 新井靖志
新井 靖志（あらい やすし、1965年2月26日 - 2016年9月9日）は、日本のサクソフォーン奏者。トルヴェール・クヮルテット結成メンバー。元シエナウィンドオーケストラメンバー。群馬県出身。血液型 O型。

## 人物・来歴
東京コンセルヴァトアール尚美、ディプロマコース卒業。サクソフォーンを、武藤賢一郎、下地啓二、大室勇一に師事。
第4回日本管打楽器コンクール、サクソフォーン部門第2位入賞、赤松賞受賞、東京国際音楽コンクール〔室内楽〕奨励賞受賞するなど、日本を代表する管楽器奏者のひとりである。バリオホールにてデビュー・リサイタルを開催。
小学校6年生の時に憧れのトランペットを始め、中学時代はクラリネットをやっていたが、高校に入りサクソフォーンに変えられてしまった。
トルヴェール・クヮルテット メンバーの須川展也と同じく車好きで知られていた。
同トルヴェール・クヮルテット奏者の彦坂眞一郎とはサックスデュオのCDアルバム『6つのカプリス~2本のサクソフォンのための作品集』をリリース。
2009年、公然わいせつ罪で逮捕された。。
2009年9月2日、埼玉県内で15歳の女子生徒に性器を露出した容疑で警察に逮捕されました。当時の新聞記事から引用すると「埼玉県児玉署は９月2日、公然わいせつの現行犯で戸田市新曽の演奏家新井靖志容疑者（４４）を逮捕した。新井容疑者は２日午後５時２０分ごろ、本庄市児玉町児玉の駐車場でズボンのチャックをおろして陰部を露出し、帰宅途中の県立高校１年の女子生徒（１５）に手招きをしたという。女子生徒は近くにいた署員に助けを求め、署員が新井容疑者を取り押さえた。新井容疑者は容疑を認め「楽団でサックスを吹いている」などと供述しているという」
2016年8月30日、兵庫県姫路市で行われたトルヴェール・クヮルテットのコンサートの直後に倒れ、9月9日0時15分（JST）に脳出血のため死去した。51歳没。

## ディスコグラフィ
- 『ファンタジア』(マイスターミュージック、MM-1091)

1. H.ヴィラ＝ロボス：ファンタジア (Heitor VILLA-LOBOS : Fantasia)
1. Anime / 2. Lent / 3. Tres anime
2. J-H.フィオッコ：協奏曲 (Joseph-Hector FIOCCO : Concerto)
1.Allegro / 2. Modere et gracieux / 3. Lent et tres expressif / 4. Tres anime
3. F.プーランク：ソナタ (Francis POULENC : SONATE)
1. Allegro-Tempo di marcia / 2. Tres calme / 3. Ballabile / 4. Finale
4. A.グラズノフ：吟遊詩人の歌 (Alexandre GLAZUNOV : Chant du Menestrel)
5. R.クレリス：セレナード・ヴァリエ (Robert CLERISSE : Serenade variee)
6. M.ブルッフ：コル・ニドライ (Max BRUCH : Kol Nidrei)
7. R.シューマン：アダージョとアレグロ (Robert SCHUMANN : Adagio und Allegro)
1.Adagio / 2. Allegro

- 『夕べの歌 Abendlied』(インディペンデントレーベル、FLCP-21011)

1. R.シューマン：夕べの歌 Op.85-12 (R.Schumann : Abendlied Op.85 , No.12)
2. V.ダンディ：コラール・ヴァリエ (V.D'indy : Choral Varie)
3. F.シュミット：コッペリウスの歌 Op.30-11 (F.Schmitt : Songe de Coppelius Op.30 , No.11)
4. R.シューマン：幻想小曲集 Op.73 (R.Schumann : Fantasiestucke Op.73)
1. 優しく表情をもって（Zart und mit Ausdruck） / 2. 快活で、軽やかに（Lebhaft,leicht） / 3. 速くて、情熱をもって（Rasch und mit Feuer）
5. E.イザイ：子どもの夢 (E.Ysaye : Reve d'enfant)
6. E.ボザ：スカラムーシュ Op.53-2 (E.Bozza : Scaramouche Op.53 , No.2)
7. P.スパーク：パントマイム (P.Sparke : Pantomime)
8. J.ブラームス：ソナタ 変ホ長調 Op.120-2 (J.Brahms : Sonata in E♭ Major Op.120 , No.2)
1. 第1楽章：Allegro amabile / 2. 第2楽章：Allegro appassionato / 3. 第3楽章：Andante con moto - Allegro